# Offerta votiva

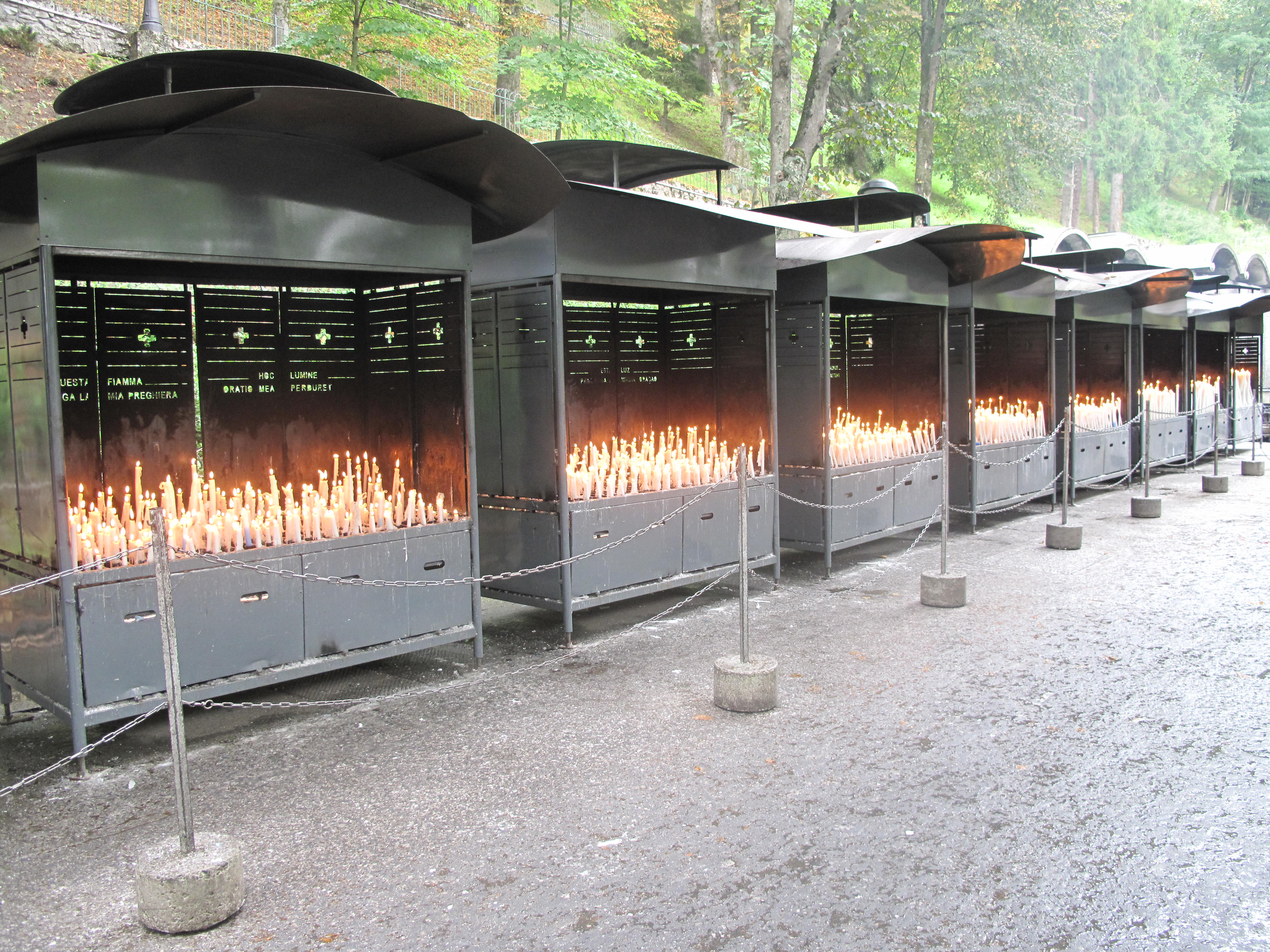
Candele votive lasciate presso la grotta di Lourdes

L'offerta votiva è un oggetto lasciato in un luogo sacro per scopi rituali, quali ad esempio un ex voto.
Si tratta di una pratica diffusa sia nelle società moderne sia in quelle antiche, solitamente per guadagnare il favore delle forze soprannaturali.

## Storia
In Europa i depositi votivi (luoghi che raccolgono le offerte votive) risalgono al Neolitico, con apice nella tarda età del Bronzo.
Anche i greci e i romani facevano offerte votive, così come gli stessi cattolici: le offerte sono fatte a Dio, alla Madonna o ai santi come richiesta di aiuto o come ringraziamento per un favore ottenuto (ex voto). 
Nei secoli passati, si erigevano dei Capitelli votivi.
Oggi questa pratica è estrinsecata con fiori, statue, abiti da cerimonia e donazioni (in denaro) o con riproduzioni legate al voto o alla grazia ricevuta: parti del corpo, mezzi di trasporto, etc.